# Stade Rennais Football Club 1972-1973
Questa voce raccoglie le informazioni riguardanti lo Stade Rennais Football Club nelle competizioni ufficiali della stagione 1972-1973.

## Maglie e sponsor
Lo sponsor tecnico per la stagione 1972-1973 è Le Coq Sportif.
| Manica sinistra · Manica sinistra · Maglietta · Maglietta · Manica destra · Manica destra · Pantaloncini · Calzettoni | Manica sinistra · Manica sinistra · Maglietta · Maglietta · Manica destra · Manica destra · Pantaloncini · Calzettoni |  |

## Rosa
| N. |                      | Ruolo | Calciatore        |
| -- | -------------------- | ----- | ----------------- |
|    | Francia (bandiera)   | P     | Daniel Bernard    |
|    | Francia (bandiera)   | P     | François Blin     |
|    | Francia (bandiera)   | P     | Jean-Paul Escale  |
|    | Francia (bandiera)   | P     | Pierrick Hiard    |
|    | Francia (bandiera)   | D     | Louis Cardiet     |
|    | Francia (bandiera)   | D     | Alain Cosnard     |
|    | Francia (bandiera)   | D     | Bernard Goueffic  |
|    | Francia (bandiera)   | D     | Loïc Kerbiriou    |
|    | Francia (bandiera)   | D     | Bertrand Marchand |
|    | Francia (bandiera)   | D     | Daniel Périault   |
|    | Francia (bandiera)   | C     | André Betta       |
|    | Argentina (bandiera) | C     | Ricardo Cherini   |
|    | Francia (bandiera)   | C     | Daniel David      |

| N. |                       | Ruolo | Calciatore         |
| -- | --------------------- | ----- | ------------------ |
|    | Uruguay (bandiera)    | C     | Juan Duarte        |
|    | Algeria (bandiera)    | C     | Pierre Garcia      |
|    | Francia (bandiera)    | C     | Christian Gourcuff |
|    | Francia (bandiera)    | C     | Hervé Guermeur     |
|    | Francia (bandiera)    | C     | Raymond Keruzoré   |
|    | Francia (bandiera)    | C     | Alain Rizzo        |
|    | Francia (bandiera)    | C     | Alain Séradin      |
|    | Argentina (bandiera)  | C     | Héctor Toublanc    |
|    | Francia (bandiera)    | A     | Réginald Dortomb   |
|    | Mali (bandiera)       | A     | Fantamady Keita    |
|    | Jugoslavia (bandiera) | A     | Sokrat Mojsov      |
|    | Francia (bandiera)    | A     | Yannick Porcher    |
|    | Francia (bandiera)    | A     | Philippe Redon     |

## Statistiche

### Andamento in campionato
| Giornata  | 1  | 2  | 3 | 4 | 5 | 6 | 7 | 8  | 9 | 10 | 11 | 12 | 13 | 14 | 15 | 16 | 17 | 18 | 19 | 20 | 21 | 22 | 23 | 24 | 25 | 26 | 27 | 28 | 29 | 30 | 31 | 32 | 33 | 34 | 35 | 36 | 37 | 38 |
| --------- | -- | -- | - | - | - | - | - | -- | - | -- | -- | -- | -- | -- | -- | -- | -- | -- | -- | -- | -- | -- | -- | -- | -- | -- | -- | -- | -- | -- | -- | -- | -- | -- | -- | -- | -- | -- |
| Luogo     | T  | C  | C | C | T | T | C | T  | C | T  | C  | T  | C  | T  | C  | T  | C  | T  | C  | T  | T  | C  | C  | T  | C  | T  | C  | T  | C  | T  | T  | C  | T  | C  | T  | C  | T  | C  |
| Risultato | S  | V  | V | V | S | S | V | S  | V | V  | N  | S  | N  | S  | V  | S  | V  | N  | N  | S  | N  | N  | S  | N  | N  | S  | S  | S  | N  | V  | S  | V  | N  | V  | S  | V  | V  | V  |
| Posizione | 15 | 11 | 7 | 6 | 7 | 9 | 9 | 10 | 8 | 7  | 7  | 8  | 10 | 10 | 9  | 11 | 10 | 10 | 7  | 10 | 10 | 12 | 13 | 13 | 13 | 13 | 13 | 14 | 15 | 14 | 13 | 13 | 13 | 12 | 15 | 12 | 10 | 10 |

Fonte:  France » Ligue 1 1972/1973 » Schedule, su worldfootball.net.
Legenda:

Luogo: C = Casa; T = Trasferta. Risultato: V = Vittoria; N = Pareggio; P = Sconfitta.